# قشلاق‌چای
قشلاق‌چای روستایی است که در استان اردبیل، شهرستان نمین، بخش مرکزی، دهستان گرده قرار دارد.

## جمعیت
بر اساس سرشماری سال ۱۳۹۵ جمعیت این روستا برابر با ۲۰۸نفر بوده است و مردم این منطقه به واسطه نزدیکی به عنبران به زبان تالشی نیز مسلط هستند